# 策略發展委員會
策略發展委員會（簡稱策發會；英語：Commission on Strategic Development，CSD），成立於1998年，曾是中華人民共和國香港特別行政區政府的諮詢組織，轄下於中央政策組。該委員會下設秘書處處理日常事務。
由於時任行政長官林鄭月娥改組中央政策組為政策創新與統籌辦事處，策略發展委員會於2017年7月1日起被裁撤。

## 委員名單

### 2015年1月18日 至 2017年6月30日
主席:
- 行政長官

當然委員:
- 政務司司長
- 財政司司長
- 中央政策組首席顧問

非官方委員:
- 鍾逸傑爵士，KBE，CMG，GBM，JP—前布政司
- 詹伯樂，GBS，OBE，JP—前九廣鐵路行政總裁
- 蒲祿祺，SBS，JP—海濱事務委員會主席
- 陳恒鑌議員，JP—立法會議員（新界西）
- 陳健波議員，BBS，JP—立法會議員（保險界）、立法會財務委員會主席
- 程介明教授，SBS，JP—香港大學前副校長
- 鄭維新，SBS，JP—永泰地產副主席兼行政總裁、前大學教育資助委員會主席
- 周松崗爵士，GBS，JP—行政會議成員、港交所主席、前港鐵行政總裁
- 方方—摩根大通亞洲區投資銀行前亞洲區副主席兼前中國區首席執行官、全國政協委員
- 方剛，GBS，SBS，JP—前立法會議員（批發及零售界）
- 吳永嘉，JP—立法會議員（工業界（第二））
- 馮紹波，GBS—香港經濟日報集團主席
- 葉劉淑儀議員，GBS，JP—立法會議員（香港島）、前保安局局長、前行政會議成員
- 劉鳴煒，BBS，JP—華人置業集團非執行主席、青年事務委員會主席
- 羅致光，GBS，JP—香港大學社會工作及社會行政學系副教授、前立法局議員（社會服務界）
- 李焯芬教授，GBS，SBS，JP—珠海書院校監
- 李國麟議員，SBS，JP—立法會議員（衛生服務界）
- 李大壯，SBS，JP—前全國政協委員
- 李澤鉅—長江和記實業副主席兼聯席董事總經理、長江基建主席
- 李澤湘教授—香港科技大學電子與計算機工程學系教授
- 雷賢達—施羅德投資管理（香港）非執行董事兼副董事長
- 黎定基，CMG，SBS，JP—怡和控股非執行董事
- 郭正光—雷克系統公司行政總裁
- 石禮謙議員，GBS，JP—立法會議員（地產及建造界）
- 沈聯濤—前香港證監會主席
- 施倍德—香港城市設計學會會長
- 蘇澤光，OBE，GBS，JP—機場管理局主席
- 謝祖墀—高峰諮詢有限公司董事長兼首席執行官
- 謝鴻興醫生，JP—前香港醫學會會長
- 黃國，JP—香港工會聯合會副會長兼秘書長
- 吳光正，GBM，GBS，JP—九龍倉集團首席顧問、全國政協常委
- 楊敏德，GBS，JP—香港理工大學校董會主席、前行政會議成員、全國政協委員
- 葉約德，BBS—前星展銀行行政總裁、前金融管理局副總裁
- 常海教授，JP—北京大學神經科學研究院副所長

## 外部連結
- 策略發展委員會